# Dezentralisierungstheorem
Das Dezentralisierungstheorem wurde von Wallace E. Oates (1972) entwickelt und ist ein Ansatz zur ökonomischen Begründung föderativer Staatsformen. Es betrachtet u. a. die Fragestellung, ob die Bereitstellung öffentlicher Güter im Hinblick auf eine Pareto-effiziente Allokation innerhalb des öffentlichen Sektors und eine möglichst große Annäherung an die Präferenzen der Bürger zentral oder eher dezentral erfolgen sollte. In der Anwendung ist dieses Theorem eine wichtige ökonomische Fundierung des Subsidiaritätsprinzips.

## Das Theorem
Eine dezentrale Bereitstellung ist immer dann effizienter als (oder wenigstens gleich effizient wie) eine zentrale, wenn
- die Präferenzen der Bürger zwischen den Verwaltungseinheiten (interregional) aber nicht innerhalb einer Verwaltungseinheit (intraregional) differieren,
- keine externen Effekte bestehen, sich also die Nutzen und Kosten der Bereitstellung auf das räumliche Gebiet der jeweiligen Verwaltungseinheit beschränken, und
- die Grenz- und Durchschnittskosten für jedes Outputniveau in jeder Region gleich sind, unabhängig davon, ob die Bereitstellung zentral oder dezentral erfolgt (keine Skalenerträge).

## Darstellung bei unterschiedlichen regionalen Präferenzstrukturen
Die Beurteilung hinsichtlich des Effizienzkriteriums kann dabei mit Hilfe des Rentenkonzepts veranschaulicht werden (vgl. Abbildung 1):

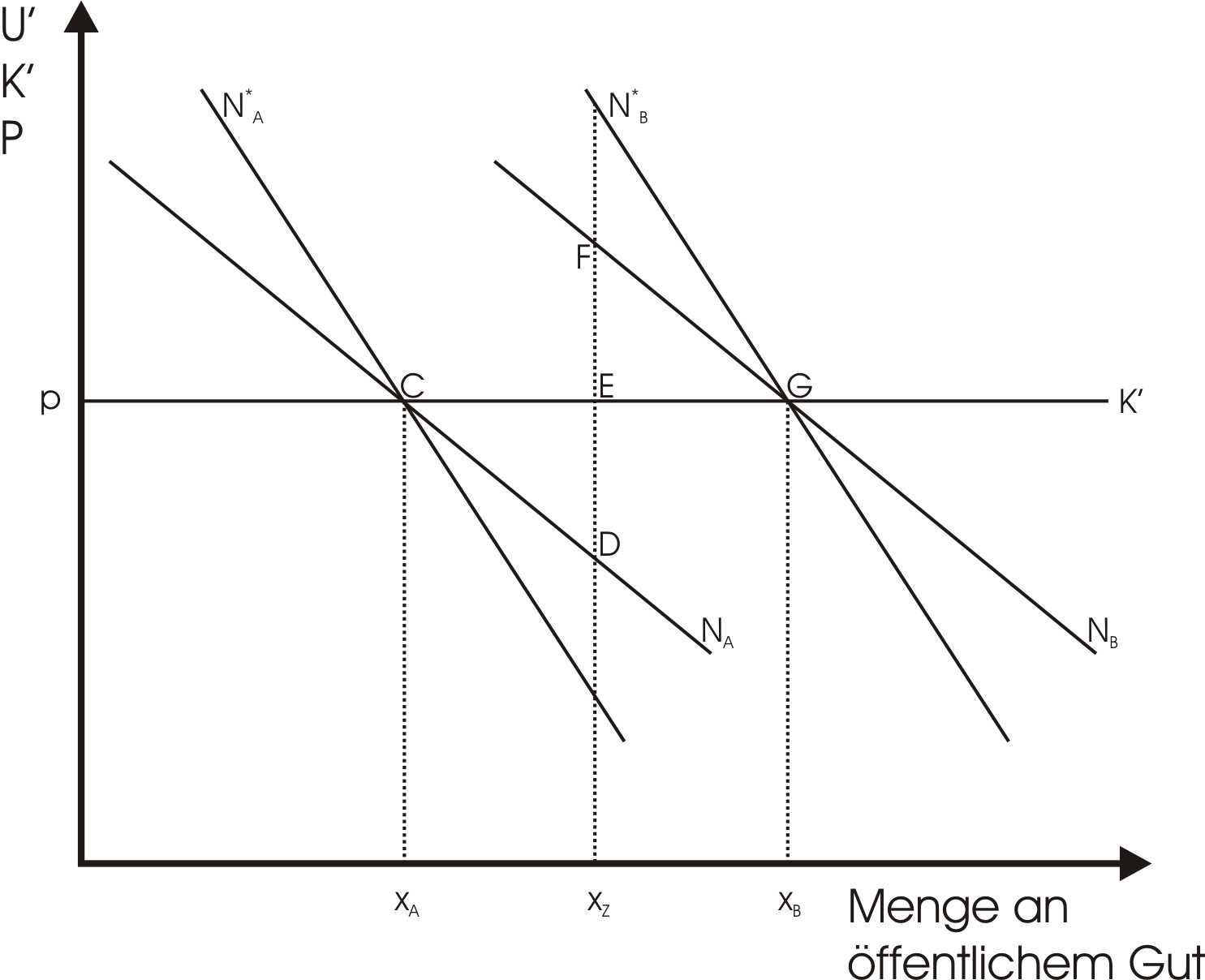
Abbildung 1: Zentrale bzw. dezentrale Bereitstellung eines öffentlichen Gutes bei divergierenden Präferenzen.

Seien {\displaystyle N_{A}} und {\displaystyle N_{B}} interregional unterschiedliche Nachfragekurven nach einem öffentlichen Gut mit intraregional gleichen Präferenzen. {\displaystyle K^{'}} seien die Grenzkosten der Bereitstellung (diese entsprechen dem Steuerpreis und werden zur Vereinfachung als konstant angenommen). Bei dezentraler Bereitstellung ergäbe sich für die Region A die Menge {\displaystyle x_{A}} und analog für die Region B die Menge {\displaystyle x_{B}}.
Würde nun eine Zentralregierung ein einheitliches Versorgungsniveau bereitstellen, würde sie beispielsweise das Niveau {\displaystyle x_{Z}} wählen, welches zwischen den in den einzelnen Verwaltungseinheit präferierten Outputniveaus liegt. Bezüglich der Präferenzen der Individuen in der Region A käme es also zu einer Überversorgung, bezüglich der Präferenzen der Individuen in der Region B zu einer Unterversorgung. Dementsprechend kommt es in beiden Gebieten zu Wohlstandsverlusten. Diese werden für die Region A ausgedrückt durch die Fläche CED, in welcher der (Steuer-)Preis des öffentlichen Gutes über der marginalen Zahlungsbereitschaft liegt. Gleichzeitig erleiden die Individuen der Region B einen Wohlfahrtsverlust in Höhe der Fläche EFG, denn ihre marginale Zahlungsbereitschaft ist höher als der geltende Preis. Offensichtlich verschwindet der Wohlfahrtsverlust auch dann nicht, wenn von der Zentralregierung ein anderes Outputniveau als {\displaystyle x_{Z}} gewählt wird. Lediglich dessen Verteilung auf die Regionen würde sich ändern.
Eine dezentrale Bereitstellung ermöglicht es also, Wohlfahrtsverluste zu vermeiden, weil regionale Unterschiede in den Präferenzen der Bürger eher berücksichtigt werden können.
Ferner zeigt sich, dass die Wohlfahrtsverluste bei zentraler Bereitstellung des öffentlichen Gutes mit zunehmender Divergenz der regionalen Präferenzstrukturen ansteigen (entsprechende Nachfragekurven würden weiter auseinander liegen). Ferner sind die Wohlfahrtsverluste umso größer, je preisunelastischer die Nachfrage nach dem betrachteten öffentlichen Gut ist (Nachfragekurven {\displaystyle N_{A}^{*}} bzw. {\displaystyle N_{B}^{*}}). Die Höhe der Preiselastizität der Nachfrage dürfte dabei umso höher sein, je mehr unabhängige Verwaltungseinheit existieren.

## Darstellung bei unterschiedlichen regionalen Kostenstrukturen
Auch unterschiedliche regionale Kostenstrukturen können eine dezentrale Bereitstellung effizienter als eine zentrale gestalten. Solche Kostenunterschiede können ihre Ursachen etwa in unterschiedlichen Produktions- und Umweltbedingungen einzelner Regionen haben (vgl. Abbildung 2).

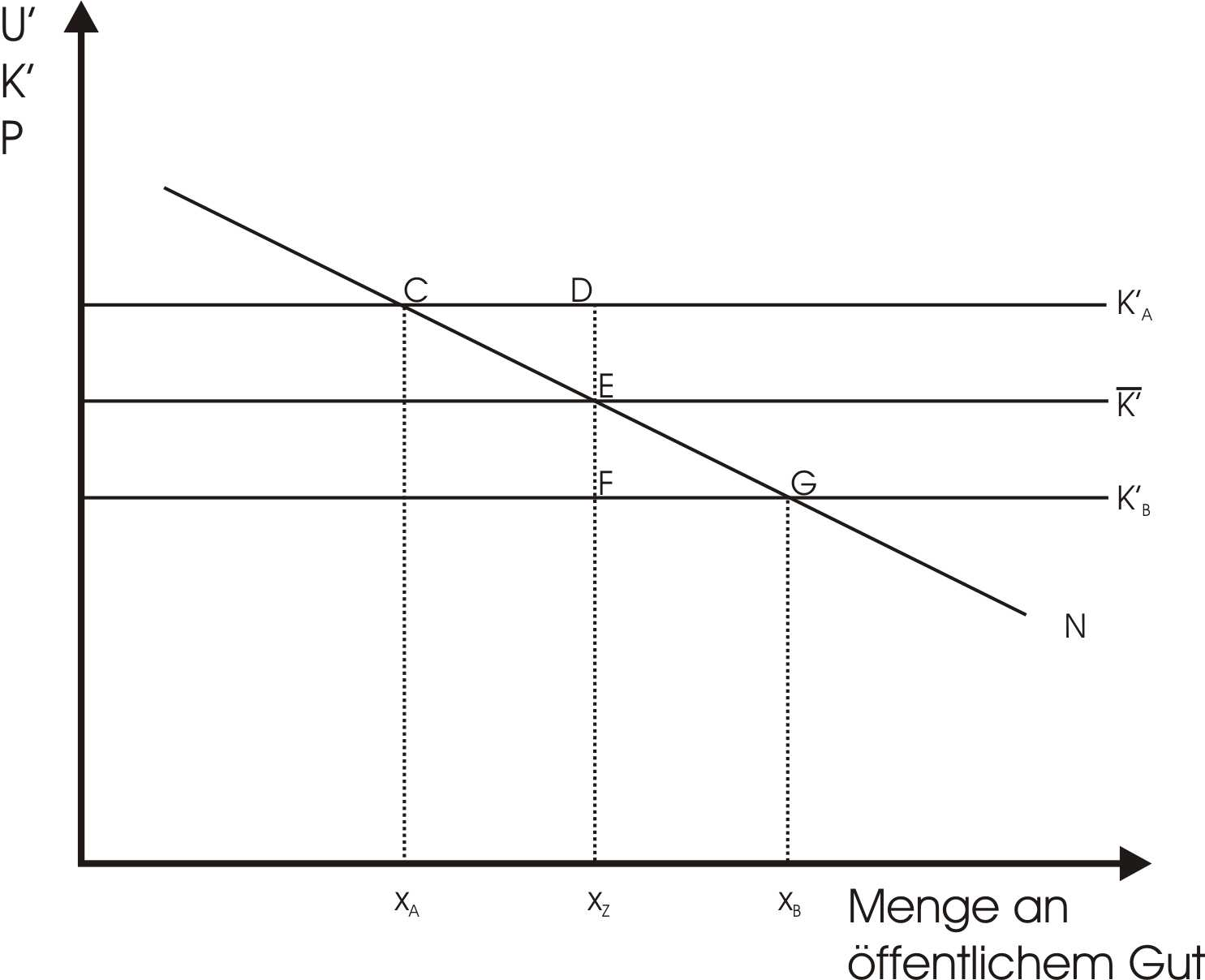
Zentrale bzw. dezentrale Bereitstellung eines öffentlichen Gutes bei divergierenden Grenzkosten.

In der Abbildung ist vereinfachend angenommen, dass die Präferenzen der Bürger für ein bestimmtes öffentliches Gut interregional gleich sind. Jedoch führen unterschiedliche Bereitstellungskosten (unterschiedliche Grenzkostenverläufe) zu den regional unterschiedlichen optimalen Outputniveaus {\displaystyle x_{A}} bzw. {\displaystyle x_{B}}. Für eine zentrale Bereitstellung gelte (beispielsweise aufgrund einer Mischkalkulation) die Grenzkostenkurve {\displaystyle {\overline {K^{'}}}}. Dementsprechend käme dann das Bereitstellungsniveau {\displaystyle x_{Z}} zustande, welches erneut Wohlfahrtsverluste in Höhe von CDE und EFG mit sich brächte.
Insgesamt betrachtet muss für die zentrale Bereitstellung eines öffentlichen Gutes ein triftiger Grund vorliegen, der erklärt, weshalb die mit einer dezentralen Bereitstellung verbundenen Wohlfahrtsgewinne (bzw. vermiedenen Wohlfahrtsverluste) nicht realisiert werden.

## Kritik
Bisweilen wird angebracht, dass auch eine zentrale Bereitstellung mit regional differierenden Outputniveaus erfolgen könnte. Dies ist prinzipiell möglich. Dagegen ist allerdings einzuwenden, dass sich regionale Regierungen aufgrund ihrer größeren Nähe zu den Bürgern besser und kostengünstiger über deren Präferenzen informieren können, als dies eine Zentralregierung kann.
Schwerwiegender sind allerdings zwei weitere Kritikpunkte, nämlich die Existenz von Skalenerträgen und interregionaler externer Effekte, welche bei der Ableitung des Dezentralisierungstheorems ausgeschlossen werden.

### Skalenerträge
Konstante Grenz- und Durchschnittskosten sind selten anzutreffende Phänomene. Viel öfter liegen abnehmende oder zunehmende Durchschnittskosten vor (etwa aufgrund von Skaleneffekten bzw. Skalenerträgen). So besteht etwa bei reinen öffentlichen Gütern keine Rivalität im Konsum, die Grenzkosten für einen zusätzlichen Nutzer liegen also bei Null. In diesem Fall sinken die Durchschnittskosten dauerhaft bei steigender Produktionsmenge, weshalb ein einzelner Anbieter das betreffende Gut billiger anbieten kann als das mehrere Anbieter könnten (vgl. natürliche Monopole). Aber auch in einem weniger extremen Fall, in welchem fallende Durchschnittskosten lediglich zu einer oligopolistischen Marktstruktur führen, ist eine Wahl zwischen zentraler und dezentraler Bereitstellung nicht offensichtlich, denn die gemäß minimalen Durchschnittskosten bestimmten optimalen Gemeindegrößen (vergleichbar mit optimaler Unternehmensgröße) müssen nicht mit denen übereinstimmen, die auf der Grundlage der Präferenzunterschiede der Individuen basieren. In diesem Zusammenhang besteht also ein Trade-off zwischen Präferenznähe und Kostenminimierung. Diesem Argument kann allerdings entgegengehalten werden, dass eine Verwaltungseinheit das öffentliche Gut nicht selbst herzustellen braucht. Beispielsweise kann sie sich mit anderen zusammenschließen und das Gut privat produzieren lassen (geschieht häufig etwa im Bereich der Abfallentsorgung).

### Interregionale externe Effekte
In der Regel stimmen der Wirkungsbereich eines öffentlichen Gutes und die räumliche Ausdehnung einer Verwaltungseinheit nicht miteinander überein, weshalb es zu interregionalen externen Effekten kommt, welche zu Ineffizienzen führen und Korrekturen notwendig machen, wie sie an folgender Abbildung erläutert werden:

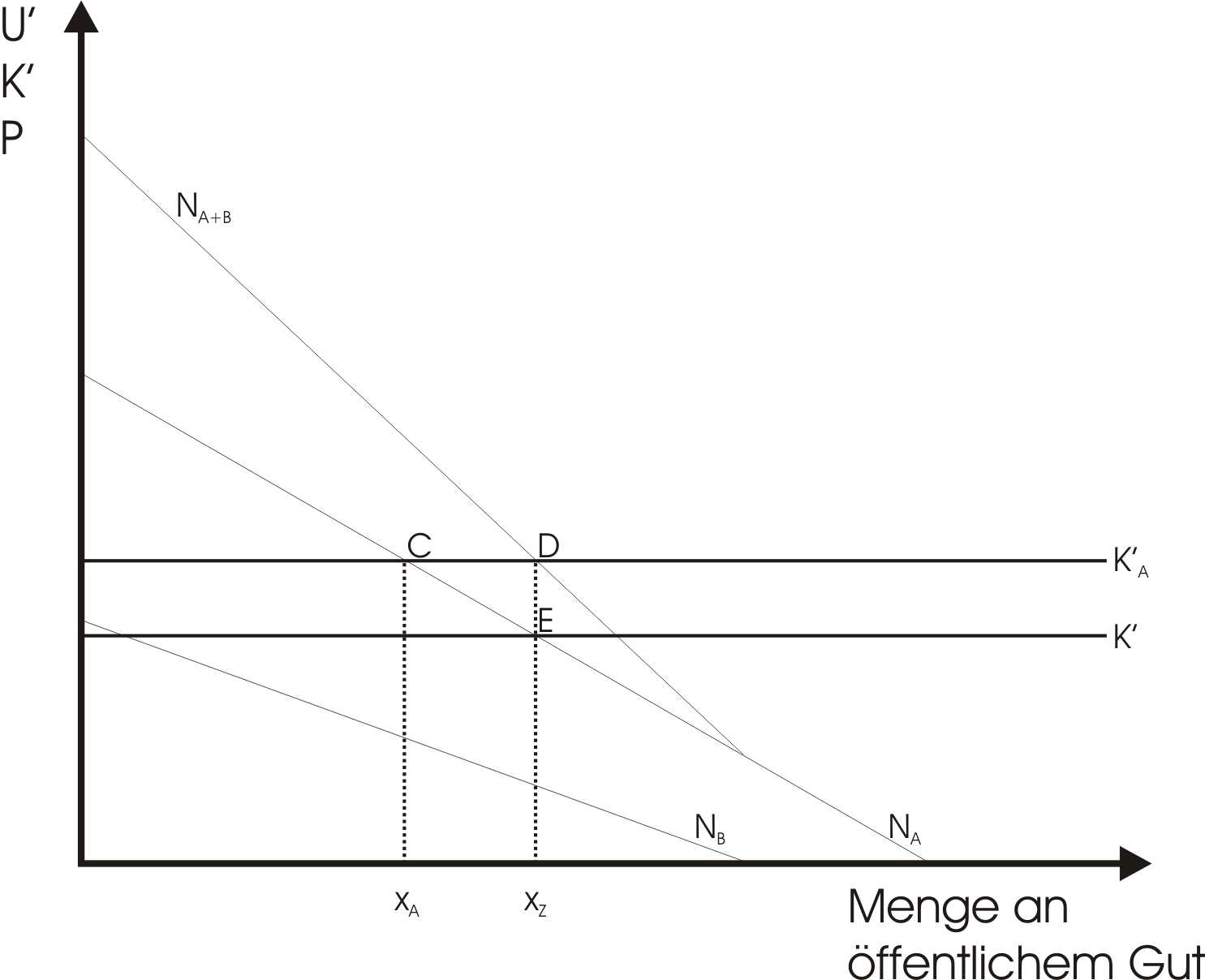
Zentrale bzw. dezentrale Bereitstellung eines öffentlichen Gutes bei interregionalen externen Effekten.

Verwaltungseinheit A produziere ein öffentliches Gut mit positiven externen Effekten zu konstanten Grenzkosten {\displaystyle K_{A}^{'}}. Orientiert sich die Verwaltungseinheit lediglich an den Grenznutzen ihrer Bürger ({\displaystyle N_{A}}), dann stellt sie die Menge {\displaystyle x_{A}} bereit. So wird jedoch das gesamtgesellschaftliche optimale Niveau verfehlt, welches unter Berücksichtigung der positiven externen Effekte bei {\displaystyle x_{Z}} liegt. Allerdings könnte A versuchen, durch Verhandlungen die Verwaltungseinheit B zu Kompensationszahlungen zu bewegen (vgl. Coase-Theorem), um ein gesamtgesellschaftlich optimales Versorgungsniveau zu erreichen.
Betreffen die externen Effekte viele Verwaltungseinheit – was eine Verhandlungslösung erschwert –, dann kann eine Zentralregierung die externen Effekte über Finanzzuweisungen internalisieren. Somit kann sie die Grenzkosten {\displaystyle K_{A}^{'}} der Verwaltungseinheit A auf {\displaystyle K^{'}} senken, was zur Bereitstellung des gesamtgesellschaftlich optimalen Outputs {\displaystyle x_{Z}} führt. Alternativ könnte sie auch selbst die Bereitstellung des betreffenden öffentlichen Gutes übernehmen.
Allgemein kann man davon ausgehen, dass das Ausmaß interregionaler externer Effekte infolge ineffizienter Allokation der öffentlichen Güter umso größer ist, je kleiner die für die Versorgung verantwortlichen Verwaltungseinheiten sind. Im Einzelfall werden die Wohlfahrtseffekte jedoch von den spezifischen Eigenschaften des betreffenden Guten abhängen.